# Fabio Vázquez
Fabio Vázquez (Viedma, Río Negro, 19 de febrero de 1994) es un futbolista argentino. Juega de volante central en Estudiantes de Rio Cuarto de la Primera B Nacional.

## Trayectoria
Se inició en CAI, posteriormente tendría un paso por las inferiores de River Plate.

## Clubes
| Club                      | País      | Año       | PJ | Goles |
| ------------------------- | --------- | --------- | -- | ----- |
| Argentinos Juniors        | Argentina | 2014      | 18 | 0     |
| Crucero del Norte         | Argentina | 2015-2016 | 34 | 1     |
| Instituto                 | Argentina | 2016-2017 | 21 | 0     |
| Brown de Adrogué          | Argentina | 2017-2018 | 15 | 0     |
| Cafetaleros de Tapachula  | México    | 2018-2019 | 28 | 1     |
| Sarmiento                 | Argentina | 2019-2021 | 21 | 2     |
| Patronato                 | Argentina | 2021-2023 | 27 | 1     |
| Deportes Antofagasta      | Chile     | 2024-Act. | 28 | 0     |
| Estudiantes de Rio Cuarto | Argentina | 2025-Act. | 3  | 0     |

## Estadísticas
| Club |               | Temporada     | Liga  | Liga  | Copas nacionales(1) | Copas nacionales(1) | Torneos internacionales(2) | Torneos internacionales(2) | Total | Total |
| Club | Part.         | Temporada     | Goles | Part. | Goles               | Part.               | Goles                      | Part.                      | Goles |       |
| --- | ------------- | ------------- | ----- | ----- | ------------------- | ------------------- | -------------------------- | -------------------------- | ----- | ----- |
| CAI Argentina | 2.ª           | 2010-11       | 1     | 0     | —                   | —                   | —                          | —                          | 1     | 0     |
| CAI Argentina | Total club    | Total club    | 1     | 0     | 0                   | 0                   | 0                          | 0                          | 1     | 0     |
| Argentinos Juniors Argentina | 1.ª           | 2011-12       | 0     | 0     | 0                   | 0                   | 0                          | 0                          | 0     | 0     |
| Argentinos Juniors Argentina | 1.ª           | 2012-13       | 15    | 0     | 0                   | 0                   | 0                          | 0                          | 15    | 0     |
| Argentinos Juniors Argentina | 1.ª           | 2013-14       | 0     | 0     | 1                   | 0                   | —                          | —                          | 1     | 0     |
| Argentinos Juniors Argentina | 1.ª           | 2014          | 2     | 0     | 0                   | 0                   | —                          | —                          | 2     | 0     |
| Argentinos Juniors Argentina | Total club    | Total club    | 17    | 0     | 1                   | 0                   | 0                          | 0                          | 18    | 0     |
| Crucero del Norte Argentina | 1.ª           | 2015          | 28    | 1     | 0                   | 0                   | —                          | —                          | 28    | 1     |
| Crucero del Norte Argentina | 2.ª           | 2016          | 19    | 1     | 2                   | 0                   | —                          | —                          | 21    | 1     |
| Crucero del Norte Argentina | Total club    | Total club    | 47    | 2     | 2                   | 0                   | 0                          | 0                          | 49    | 2     |
| Instituto Argentina | 2.ª           | 2016-17       | 26    | 0     | 0                   | 0                   | —                          | —                          | 26    | 0     |
| Instituto Argentina | Total club    | Total club    | 26    | 0     | 0                   | 0                   | 0                          | 0                          | 26    | 0     |
| Brown de Adrogué Argentina | 2.ª           | 2017-18       | 15    | 0     | 0                   | 0                   | 0                          | 0                          | 15    | 0     |
| Brown de Adrogué Argentina | Total club    | Total club    | 15    | 0     | 0                   | 0                   | 0                          | 0                          | 15    | 0     |
| Cafetaleros · México | 2.ª           | 2018-19       | 20    | 1     | 8                   | 0                   | —                          | —                          | 28    | 1     |
| Cafetaleros · México | Total club    | Total club    | 20    | 1     | 8                   | 0                   | 0                          | 0                          | 28    | 1     |
| Sarmiento Argentina | 2.ª           | 2019-20       | 13    | 2     | 0                   | 0                   | —                          | —                          | 13    | 2     |
| Sarmiento Argentina | 2.ª           | 2020          | 8     | 0     | 1                   | 0                   | —                          | —                          | 9     | 0     |
| Sarmiento Argentina | 1.ª           | 2021          | 0     | 0     | 11                  | 0                   | —                          | —                          | 11    | 0     |
| Sarmiento Argentina | Total club    | Total club    | 21    | 2     | 12                  | 0                   | 0                          | 0                          | 33    | 2     |
| Patronato Argentina | 1.ª           | 2021          | 18    | 1     | 1                   | 0                   | —                          | —                          | 19    | 1     |
| Patronato Argentina | 1.ª           | 2022          | 0     | 0     | 8                   | 0                   | —                          | —                          | 8     | 0     |
| Patronato Argentina | 2.ª           | 2023          | 23    | 1     | 2                   | 0                   | 7                          | 0                          | 32    | 1     |
| Patronato Argentina | Total club    | Total club    | 41    | 2     | 11                  | 0                   | 7                          | 0                          | 59    | 2     |
| Deportes Antofagasta · Chile | 2.ª           | 2024          | 25    | 0     | 3                   | 0                   | —                          | —                          | 28    | 0     |
| Deportes Antofagasta · Chile | Total club    | Total club    | 25    | 0     | 3                   | 0                   | 0                          | 0                          | 28    | 0     |
| Total carrera | Total carrera | Total carrera | 213   | 7     | 37                  | 0                   | 7                          | 0                          | 257   | 7     |
| (1) Incluye datos de Copa Argentina (2011-2023), Copa de la Liga Profesional (2021-2022), Copa MX (2018-19) y Copa Chile (2024). (2) Incluye datos de Copa Libertadores (2023) y Copa Sudamericana (2011-2023). (3) No incluye goles en partidos amistosos. |               |               |       |       |                     |                     |                            |                            |       |       |

## Palmarés

### Torneos nacionales
| Título         | Club      | País      | Año  |
| -------------- | --------- | --------- | ---- |
| Copa Argentina | Patronato | Argentina | 2022 |